# Chassalia petitiana
Chassalia petitiana là một loài thực vật có hoa trong họ Thiến thảo. Loài này được Piesschaert mô tả khoa học đầu tiên năm 1999.